# 久慈警察署
久慈警察署（くじけいさつしょ）は、岩手県警察が管轄する16ある警察署の一つである。識別章所属表示はSP。

## 管轄区域
- 久慈市
- 九戸郡洋野町、野田村
- 下閉伊郡普代村

## 沿革
- 令和4年5月2日 ‐ 庁舎老朽化に伴い、久慈市川崎町2番1号から久慈市門前第3地割1番地に移転し新庁舎で業務を開始する。[2]

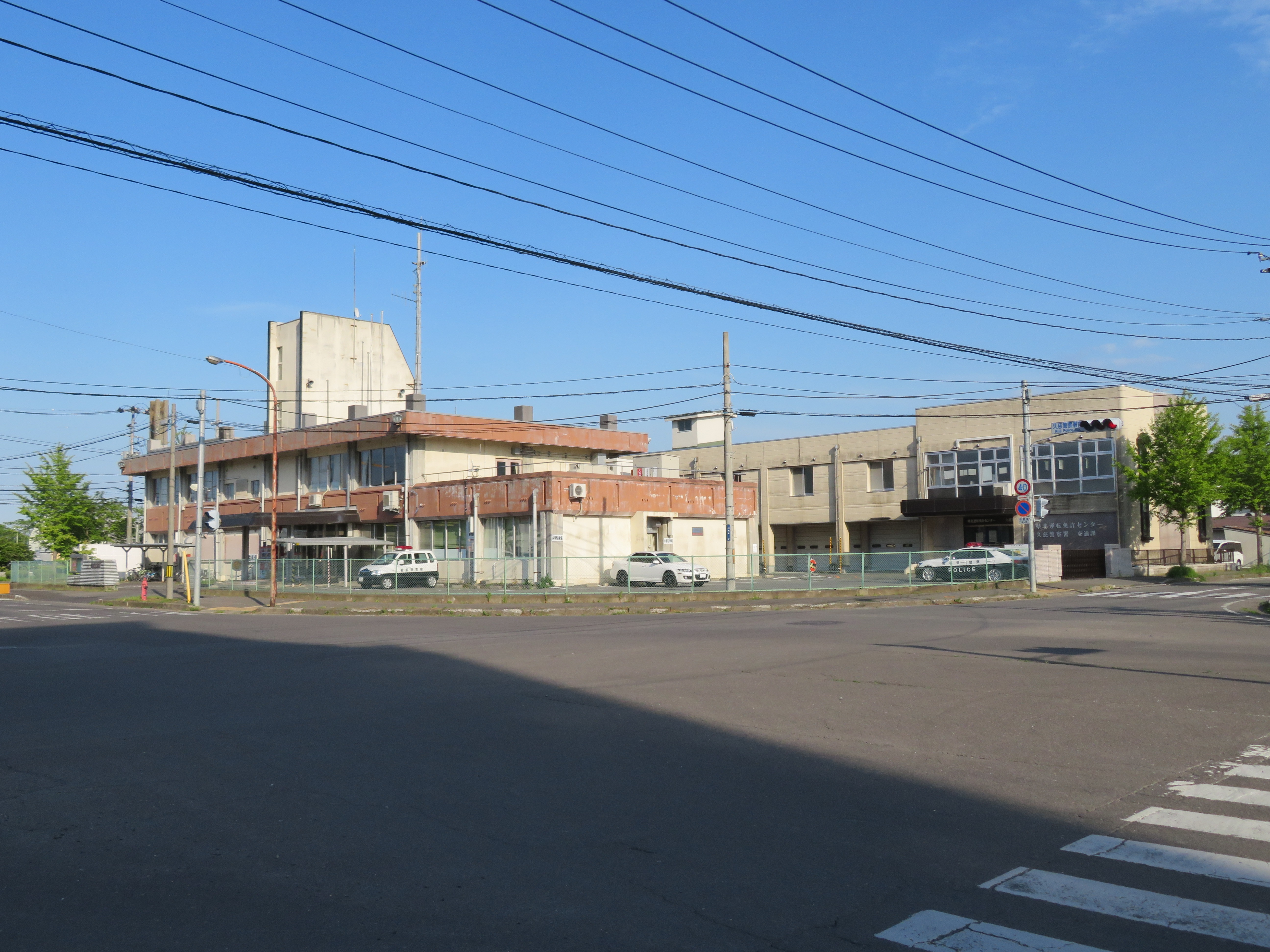
令和4年5月1日まで使用していた旧庁舎

## 組織
- 署長
- 副署長
- 警務課
  - 警務係
  - 警察安全相談係
  - 被害者支援係
  - 留置管理係
- 会計課
  - 会計係
- 生活安全課
  - 生活安全係
- 地域課
  - 地域企画指導係
  - 自動車警ら班
- 刑事課
  - 刑事第一係
  - 刑事第二係
  - 鑑識係
- 交通課
  - 交通企画係
  - 交通捜査係
  - 免許・試験係
- 警備課
  - 警備係

## 交番・駐在所
括弧内は読み方及び所在地を表す。

### 久慈市
- 久慈駅前（くじえきまえ）交番（久慈市中央3-39-3）
- 宇部（うべ）駐在所（久慈市宇部町第５地割127-1）
- 大川目（おおかわめ）駐在所（久慈市大川目町第14地割119-3）
- 長内（おさない）駐在所（久慈市長内町第28地割90-3）
- 久慈湊（くじみなと）駐在所（久慈市夏井町大崎第14地割29-8）
- 小久慈（こくじ）駐在所（久慈市小久慈町第14地割15-6）
- 侍浜（さむらいはま）駐在所（久慈市侍浜町向町第9地割6-3）
- 山形（やまがた）駐在所（久慈市山形町川井第10地割16-3）

### 洋野町
- 種市（たねいち）交番（九戸郡洋野町種市第23地割32-1）
- 大野（おおの）駐在所（九戸郡洋野町大野第62地割40-1）
- 宿戸（しゅくのへ）駐在所（九戸郡洋野町種市第7地割34-4）
- 中野（なかの）駐在所（九戸郡洋野町中野第5地割53-3）

### 野田村
- 野田（のだ）駐在所（九戸郡野田村大字野田第28地割5-5）

### 普代村
- 普代（ふだい）駐在所（下閉伊郡普代村第9地割字銅屋3-12）

## 主な担当事件
- 岩手県種市町妻子5人殺害事件 - 1989年（平成元年）8月9日に管内の九戸郡種市町（現：九戸郡洋野町種市）で発生[3]。